# Selección femenina de fútbol sub-17 de Colombia
La Selección Femenina de Fútbol sub-17 de Colombia es el representativo del país en competencias oficiales de fútbol de su categoría. Está conformada por jugadoras menores de 17 años de edad. Su organización está a cargo de la Federación Colombiana de Fútbol, la cual es miembro de la Conmebol y de la FIFA.
Ganó la primera edición del Sudamericano Femenino Sub-17, que se disputó en 2008 en Chile. Además ha participado en siete ediciones de la Copa Mundial Femenina de Fútbol Sub-17 en la fue subcampeona mundial en 2022, siendo la primera vez que una selección colombiana (femenina o masculina) de cualquier categoría disputa una final de una Copa Mundial, además de ser la primera vez que una selección colombiana llega a una final de un torneo organizado por la FIFA. 
Es la selección con más puntos obtenidos en la tabla histórica del Campeonato Sudamericano, después de la selección de Brasil, máxima campeona del certamen. Se resalta que debido a su desempeño en la primera edición del Campeonato Sudamericano en 2008, de la que salió campeona del mismo y contando con jugadoras como Yoreli Rincón, las hermanas Natalia y Tatiana Ariza, Ingrid Vidal o Natalia Gaitán, que dos años después serían la base de la selección sub-20 que alcanzó las semifinales del Mundial de la categoría disputado en Alemania, comenzó el auge del fútbol femenino en Colombia, despertando el interés por esta disciplina a nivel femenino parte de los medios de comunicación y del público en general.

## Estadísticas

### Copa Mundial Femenina Sub-17
| Año   | Ronda        | Posición     | PJ           | PG           | PE           | PP           | GF           | GC           | DG           |
| ----- | ------------ | ------------ | ------------ | ------------ | ------------ | ------------ | ------------ | ------------ | ------------ |
| 2008  | Primera fase | 13°          | 3            | 0            | 2            | 1            | 3            | 5            | -2           |
| 2010  | No clasificó | No clasificó | No clasificó | No clasificó | No clasificó | No clasificó | No clasificó | No clasificó | No clasificó |
| 2012  | Primera fase | 11°          | 3            | 1            | 0            | 2            | 4            | 4            | 0            |
| 2014  | Primera fase | 16°          | 3            | 0            | 0            | 3            | 2            | 9            | -7           |
| 2016  | No clasificó | No clasificó | No clasificó | No clasificó | No clasificó | No clasificó | No clasificó | No clasificó | No clasificó |
| 2018  | Primera fase | 12°          | 3            | 0            | 2            | 1            | 2            | 5            | -3           |
| 2022  | Subcampeón   | 2°           | 6            | 3            | 1            | 2            | 7            | 3            | 4            |
| 2024  | Primera fase | 11°          | 3            | 0            | 1            | 2            | 2            | 5            | -3           |
| 2025  | Clasificada  | Clasificada  | Clasificada  | Clasificada  | Clasificada  | Clasificada  | Clasificada  | Clasificada  | Clasificada  |
| TOTAL | 7/9          | 14°          | 21           | 4            | 6            | 11           | 20           | 31           | -11          |

### Sudamericano Femenino Sub-17
| Año   | Ronda                                         | Posición                                      | PJ                                            | PG                                            | PE                                            | PP                                            | GF                                            | GC                                            | Goleadora                                     |
| ----- | --------------------------------------------- | --------------------------------------------- | --------------------------------------------- | --------------------------------------------- | --------------------------------------------- | --------------------------------------------- | --------------------------------------------- | --------------------------------------------- | --------------------------------------------- |
| 2008  | Campeón                                       | 1°                                            | 7                                             | 4                                             | 2                                             | 1                                             | 22                                            | 8                                             | Tatiana Ariza:6                               |
| 2010  | Primera fase                                  | 7°                                            | 4                                             | 2                                             | 0                                             | 2                                             | 6                                             | 5                                             | Jessica Peña:3                                |
| 2012  | Tercer puesto                                 | 3°                                            | 7                                             | 4                                             | 0                                             | 3                                             | 15                                            | 11                                            | Dayana Castillo:4                             |
| 2013  | Subcampeón                                    | 2°                                            | 7                                             | 4                                             | 1                                             | 2                                             | 12                                            | 7                                             | Angie Castañeda y Valentina Restrepo:3        |
| 2016  | Cuarto puesto                                 | 4°                                            | 7                                             | 2                                             | 1                                             | 4                                             | 5                                             | 9                                             | Maireth Pérez:2                               |
| 2018  | Subcampeón                                    | 2°                                            | 7                                             | 5                                             | 1                                             | 1                                             | 15                                            | 3                                             | Maireth Pérez:7                               |
| 2020  | Torneo cancelado por la pandemia de COVID-19. | Torneo cancelado por la pandemia de COVID-19. | Torneo cancelado por la pandemia de COVID-19. | Torneo cancelado por la pandemia de COVID-19. | Torneo cancelado por la pandemia de COVID-19. | Torneo cancelado por la pandemia de COVID-19. | Torneo cancelado por la pandemia de COVID-19. | Torneo cancelado por la pandemia de COVID-19. | Torneo cancelado por la pandemia de COVID-19. |
| 2022  | Subcampeón                                    | 2°                                            | 7                                             | 6                                             | 0                                             | 1                                             | 20                                            | 2                                             | Linda Caicedo:5                               |
| 2024  | Subcampeón                                    | 2°                                            | 7                                             | 4                                             | 2                                             | 1                                             | 13                                            | 8                                             | Nikol Rojas:3                                 |
| 2025  | Cuarto puesto                                 | 4°                                            | 9                                             | 3                                             | 3                                             | 3                                             | 10                                            | 6                                             | María Baldovino:7                             |
| TOTAL | TOTAL                                         | 2°                                            | 62                                            | 34                                            | 10                                            | 18                                            | 118                                           | 59                                            | Maireth Pérez:9                               |

## Últimos partidos y próximos encuentros
Estos son los últimos partidos y próximos encuentros de la Selección Sub 17 Femenina de Colombia.
| Fecha      | Ciudad    | Racha | Local           |                            | Resultado |                          | Visitante     | Competencia                       |
| ---------- | --------- | ----- | --------------- | -------------------------- | --------- | ------------------------ | ------------- | --------------------------------- |
| 30/04/2025 | Manizales |       | Colombia        | Bandera de Colombia        | 2:2       | Bandera de Argentina     | Argentina     | Sudamericano Femenino Sub-17 2025 |
| 02/05/2025 | Manizales | Sí    | Venezuela       | Bandera de Venezuela       | 0:3       | Bandera de Colombia      | Colombia      | Sudamericano Femenino Sub-17 2025 |
| 06/05/2025 | Manizales | No    | Chile           | Bandera de Chile           | 1:0       | Bandera de Colombia      | Colombia      | Sudamericano Femenino Sub-17 2025 |
| 09/05/2025 | Palmira   |       | Colombia        | Bandera de Colombia        | 1:1       | Bandera de Paraguay      | Paraguay      | Sudamericano Femenino Sub-17 2025 |
| 12/05/2025 | Cali      | Sí    | Colombia        | Bandera de Colombia        | 3:0       | Bandera de Perú          | Perú          | Sudamericano Femenino Sub-17 2025 |
| 15/05/2025 | Palmira   |       | Colombia        | Bandera de Colombia        | 0:0       | Bandera de Ecuador       | Ecuador       | Sudamericano Femenino Sub-17 2025 |
| 18/05/2025 | Cali      | Sí    | Chile           | Bandera de Chile           | 0:1       | Bandera de Colombia      | Colombia      | Sudamericano Femenino Sub-17 2025 |
| 21/05/2025 | Cali      | No    | Paraguay        | Bandera de Paraguay        | 1:0       | Bandera de Colombia      | Colombia      | Sudamericano Femenino Sub-17 2025 |
| 24/05/2025 | Cali      | No    | Colombia        | Bandera de Colombia        | 0:1       | Bandera de Brasil        | Brasil        | Sudamericano Femenino Sub-17 2025 |
| 20/08/2025 | Santiago  |       | Chile           | Bandera de Chile           | -:-       | Bandera de Colombia      | Colombia      | Partido amistoso                  |
| 22/08/2025 | Santiago  |       | Chile           | Bandera de Chile           | -:-       | Bandera de Colombia      | Colombia      | Partido amistoso                  |
| 19/10/2025 | Salé      |       | España          | Bandera de España          | -:-       | Bandera de Colombia      | Colombia      | Copa Mundial Femenina Sub-17 2025 |
| 22/10/2025 | Salé      |       | Costa de Marfil | Bandera de Costa de Marfil | -:-       | Bandera de Colombia      | Colombia      | Copa Mundial Femenina Sub-17 2025 |
| 25/10/2025 | Salé      |       | Colombia        | Bandera de Colombia        | -:-       | Bandera de Corea del Sur | Corea del Sur | Copa Mundial Femenina Sub-17 2025 |

## Palmarés

### Torneos oficiales
| Copa Mundial Femenina de Fútbol Sub-17  | –        | 1 (2022)                    | –                         | –                         |                           |
| Campeonato Sudamericano Femenino Sub-17 | 1 (2008) | 4 (2013, 2018, 2022 y 2024) | 1 (2012)                  | 2 (2016, 2025)            |                           |
| Total                                   | 1 título | 5 Subtítulos                | Selección Femenina Sub-17 | Selección Femenina Sub-17 | Selección Femenina Sub-17 |

### Torneos amistosos
- Women's Revelarions Cup (México): 2022
- UEFA Women’s U18 Friendship Cup (Turquía): 2025 [5]